# Вітрильник індо-тихоокеанський
Вітрильник індо-тихоокеанський (Istiophorus platypterus) — риба-вітрильник, що походить з Індійського та Тихого океанів. Тіло темно-синє зверху, буро-синє з боків і сріблясте знизу; верхня щелепа витягнута у формі спису; перший дорсальний плавець значно збільшений та нагадує формою вітрило, вкритий численними чорними плямами, передня частина квадратна; черевні плавці дуже вузькі та довгі, майже досягають ануса; тіло вкрите щільною лускою, тупувате з кінців. Живиться тунцями і макреллю, одним з найшвидших видів риб, тому здатні розвивати швидкість до 108 км/год.